# Axel och Valborg
Axel och Valborg eller Visan om riddar Axel Tordsson och skön Valborg Ingemarsdotter är en medeltida ballad.
Berättelsen handlar om hur Axel och Valborg älskar varandra redan som barn, men hur kyrkan hindrar deras giftermål då de är dopsyskon. Någon historisk händelse syns inte ligga till grund för kärlekshistorien. Meningarna om visans ålder har varit mycket delade, Richard Steffen anser den författad under slutet av medeltiden. Visan trycktes första gången i Kristiania 1661 i Et hundrede Viser. Adam Oehlenschläger använde visan som inspiration till en tragedi med samma namn.
Visan är omnämnd av J. Ödman i början av 1700-talet. Berättelsen om Axels och Valborgs olyckliga kärlekssaga har förlagts till Dragsmarks kloster i Bohuslän.